# Zosterops simplex
El anteojitos de Swinhoe (Zosterops simplex) es una especie de ave paseriforme de la familia Zosteropidae propia de Asia Oriental. Anteriormente era tratada como subespecie del anteojito japonés, pero en base al resultado de un estudio de filogenética molecular publicado en 2018, en la actualidad se considera como especie separada.

## Subespecies
Se reconocen las siguientes subespecies:
- Z. s. simplex Swinhoe, 1861 – en el este de China, Taiwán y extremo noreste de Vietnam;
- Z. s. hainanus'' Hartert, 1923 – en la isla de Hainan;
- Z. s. erwini Chasen, 1935 –en la península de Malaca, las tierras bajas de Sumatra, las isla de Riau, Bangka, las islas Natuna y las tierras bajas de Borneo;
- Z. s. williamsoni Robinson & Kloss, 1919 – el golfo de Tailandia y el oeste de Camboya;
- Z. s. salvadorii Meyer, AB & Wiglesworth, 1894 – en las islas Mega y Enggano.